# Revista Nova Economia
Nova Economia (ISSN: 0103-6351) é uma revista acadêmica editada pelo Departamento de Ciências Econômicas da Universidade Federal de Minas Gerais, Brasil. Foi criada em 1990 e publica artigos e artigos-resenha de economia teórica e aplicada, bem como de áreas afins.
Nova Economia caracteriza-se por adotar uma orientação pluralista, que se abre às diferentes correntes de pensamento econômico e orientações de pesquisa. Os artigos publicados são selecionados com base em critérios estritos de qualidade acadêmica e são listados e indexados em bases bibliográficas nacionais e internacionais (DOAJ; EconLit; EconPapers; IBSS; IDEAS; Journal of Economic Literature; SciELO; Scopus; Sociological Abstracts).
Atualmente a revista é editada pela Profa. Ana Maria Hermeto Camilo de Oliveira. Os editores anteriores foram os professores William R. de Sá (1990-2000); Paulo Brígido Macedo (2000-2002); João Antonio de Paula (2002-2006); Hugo Edurado Araujo da Gama Cerqueira (2006-2009), Ana Flávia Machado (2009-20??) e Carlos Eduardo Suprinyak (20??-20??).
Nova Economia adota a política de acesso livre (open access). Todos os artigos publicados desde sua criação podem ser consultados on-line gratuitamente.  A revista passou por uma reforma gráfica a partir do volume 12, adotando um formato e identidade visual modernos que a diferenciam das demais revistas da área. No último Qualis-Capes da área de Economia, a revista foi classificada com o conceito B1, o mais alto para revistas brasileiras desta área.